# Kosmonavt Vladímir Komarov
El Kosmonavt Vladímir Komarov (en ruso: «Космона́вт Влади́мир Комаро́в»; en español "Cosmonauta Vladímir Komarov") fue un buque de investigación soviético de control y monitoreo espacial o Vigilship (Veladora)  que se dedicaba a detectar y recibir comunicaciones de las naves y estaciones espaciales, nombrado así en honor a Vladímir Mijáilovich Komarov, comandante de la misión Vosjod 1, el primer vuelo espacial tripulado de tripulación múltiple, primer cosmonauta en volar dos veces al espacio y primer humano en morir en un vuelo espacial. Formaba parte del complejo de comando y medición de la URSS y estaba diseñado para controlar el vuelo de las naves espaciales, lo que incluye la emisión de comandos ejecutivos, la realización de mediciones telemétricas y de trayectoria y el mantenimiento de la comunicación de voz del Centro de control de vuelo con las tripulaciones de  naves y estaciones espaciales. Dependiente de la Academia de Ciencias de la URSS tenía como principal zona de trabajo es el Océano Atlántico. Era uno los buques que formaban la Flota Naval Espacial de la URSS que se completaba con los siguientes buques,  Kosmonavt Yuri Gagarin, Akadémik Serguéi Koroliov, Akadémik Nikolái Piliuguin, Kosmonavt Pável Beliáyev, Kosmonavt Gueorgui Dobrolski, Kosmonavt Viktor Patsayev, Akadémik Vladislav Volkov, Borovichí, Kegostrov, Morzhovets, Nével, Marshal Nedelin y Marshal Krylov.
Fue construido en 1967 mediante la reforma de un carguero botado el año anterior en el astillero de la ciudad ucraniana de Jersón realizada  en los astilleros del Báltico de Leningrado bajo la dirección del diseñador jefe Aleksandr Yefímovich Mijailov de la Nevskoe Design Bureau. El 30 de junio de 1967 entra a formar parte del Complejo Flotante de Telemetría (PTK) NII-4 del Ministerio de Defensa de la URSS hasta que en 1970 fue puesto bajo el Servicio de Investigación Espacial del Departamento de Trabajos Expedicionarios de la Marina de la Academia de Ciencias de la URSS (SKI OMER de la Academia de Ciencias de la URSS). Realizó 31 viajes expedicionarios entre 1967 y 1989. En 1990 se vende a Ecos-Conversion MGP y cambia de puerto base a Leningrado. En 1994 se vende como chatarra y se desguaza en el puerto indio de Alang.
Su principal área de trabajo fue el mar Mediterráneo y Océano Atlántico y su función era el recibir información de telemetría de las naves espaciales y proporcionar comunicación entre el Centro Grupo de Control de Misión con los cosmonautas.

## Historia
El avance del programa espacial desarrollado por la Unión Soviética hizo necesario resolver el problema de seguimiento de las diferentes naves cuando estas sobrevolaban el Océano Atlántico al quedar este alejado del territorio de la URSS. Los cálculos balísticos pusieron de manifiesto que las naves espaciales que orbitaban la Tierra pasaban 6 veces, de las 16 que daban la vuelta al planeta, al día sobre dicho océano. Durante ese recorrido el seguimiento y contacto con las naves se deterioraba considerablemente.  Ya en 1959 surgió el problema de no poder observar y controlar lo que los expertos denominan "segundo lanzamiento", que es cuando se lanza la etapa superior que  lleva a una  nave espacial desde una órbita intermedia a la trayectoria requerida y para los cohetes lanzados desde la URSS concurría sobre el Golfo de Guinea. La solución al problema fue la creación de un centro de seguimiento aeroespacial flotante, un control de misión, capaz de supervisar los vuelos espaciales desde cualquier punto de la Tierra,  de donde surgió la Flota Naval Espacial de la URSS de la que formaba parte el Kosmonavt Vladimir Komarov.
En el año 1966 se construyó en el astillero de la ciudad ucraniana de Jersón como carguero seco bautizado con el nombre de "Genichesk", buque perteneciente al del proyecto 595. En enero de 1967 el buque fue trasladó los astilleros del Báltico de Leningrado para ser reformado y transformado en un buque de telemetría y comunicaciones espaciales, se hace bajo el proyecto NIS 1917 "Sirius" TsKB-17 PKB "Nevskoe" el proyecto de reforma fue realizado por la oficina de diseño Nevskoe Design Bureau bajo la dirección del diseñador jefe Aleksandr Yefímovich Mijailov. A finales de abril se rebautiza  con el nombre del  cosmonauta Vladímir Mijáilovich Komarov muerto días antes, el 23 de ese mismo mes, al estrellarse la nave Soyuz 1 en la que él era el piloto, al no abrirse el paracaídas hizo que la cápsula al aterrizar. El Kosmonavt Vladimir Komarov fue construido en el marco del programa lunar de la URSS. La reforma  se hizo en solo 5 meses y 20 días trabajando 24 horas al día los siete días de la semana. El desarrollo del  proyecto y el reequipamiento del barco se llevaron a cabo simultáneamente. La realización fue galardonada con el Premio del Estado de 1971. Diez especialistas participantes en la reforma recibieron galardones entre ellos estaban  el diseñador jefe del proyecto, A.E. Mijailov, ingeniero jefe de NPKB V.K. Labetskiy, constructor jefe de la planta báltica A.I. Rimmer y otros.

La organización principal responsable del reequipamiento del barco, su equipamiento y la operatividad de los sistemas radio-técnicos instalados en el Kosmonavt Vladimir Komarov fue el Instituto de Investigación de Ingeniería de Instrumentos (NIIP) que también se encargó de coordinación con el Ministerio de Construcción General de Maquinaria (OIM) y representantes de otras organizaciones implicadas en el proyecto.
Tras las pruebas en alta mar el barco pasó al dique seco donde se limpió el casco y se determinaron los ángulos  críticos de balanceo. En todo momento se mantuvo la actividad de instalación y puesta a punto de los sistemas radio-técnicos que siguieron poniéndose a punto durante las tres primeras expediciones.
Tras la firma del certificado de aceptación, el barco fue asignado a la Compañía Naviera del Mar Negro de la URSS y trasladado al puerto de Odesa. El  18 de junio de 1967 la agencia de noticias TASS anunció la incorporación de nuevos buques a la Flota Científica Expedicionaria de la Marina de la Academia de Ciencias de la URSS, entre los que se encontraba el Kosmonavt Vladimir Komarov.
El buque entró en servicio el  30 de junio de 1967 y  se mantuvo en activo 22 años en los que realizó 27 viajes expedicionarios  que tuvieron una duración de entre 1 y 11 meses. Recorrió más de 700.000 millas por diferentes mares de todo el mundo llegando a acumular más de 13 años de navegación ininterrumpida. Participó en numerosas misiones espaciales de todo tipo, colaborando con naves como las "Soyuz" y "Progress", estaciones orbitales "Salute" y "Mir" al AMS "Venus" y "Vega". En diciembre de 1984 participó activamente en el seguimiento de las operaciones de los motores de refuerzo de los vehículos de lanzamiento durante el lanzamiento del AMS Vega-1 y Vega-2 desde  una ubicación en el Atlántico frente a la costa occidental de África. 
El 22 de mayo de 1989 completó su último viaje expedicionario regresando a su base de Ordessa. Luego lo mandaron a la cuenca del Mar Báltico, donde, a principios de 1990, fue convertido en un centro de ecología aeroespacial y se planteó ubicar en él un museo de la historia de la exploración espacial. La crisis abierta tras la disolución de la URSS frustraron todos los proyecto quedando el barco varado en puerto comercial de San Petersburgo.
En 1990 el buque es comprado por la empresa ECOS-conversión que lo dedicó al tráfico de mercancías. Hay fotografías del buque en el puerto de Abu Dabi tomadas en  1992 al que llegaba con un cargamento de material bélico desde San Petersburgo a donde volvió en el otoño de ese mismo año. Se esas fotografías se ven los nombres de las compañías a las que pertenecía "Ecos Conversia" y "Grupo Al Saqaya" ("Grupo Al Sakaya"). En 1994, se decidió su desmantelamiento y fue vendido a  precio de chatarra y llevado al puerto indio de Alang donde se desguazó el 3 de noviembre de 1994.

## Características
El Kosmonavt Vladimir Komarov fue el primer barco de la Flota Espacial  de tipo universal diseñado para cubrir todas las funciones de los puntos de medición estacionarios en el océano. Tuvo las siguientes características:
Generales

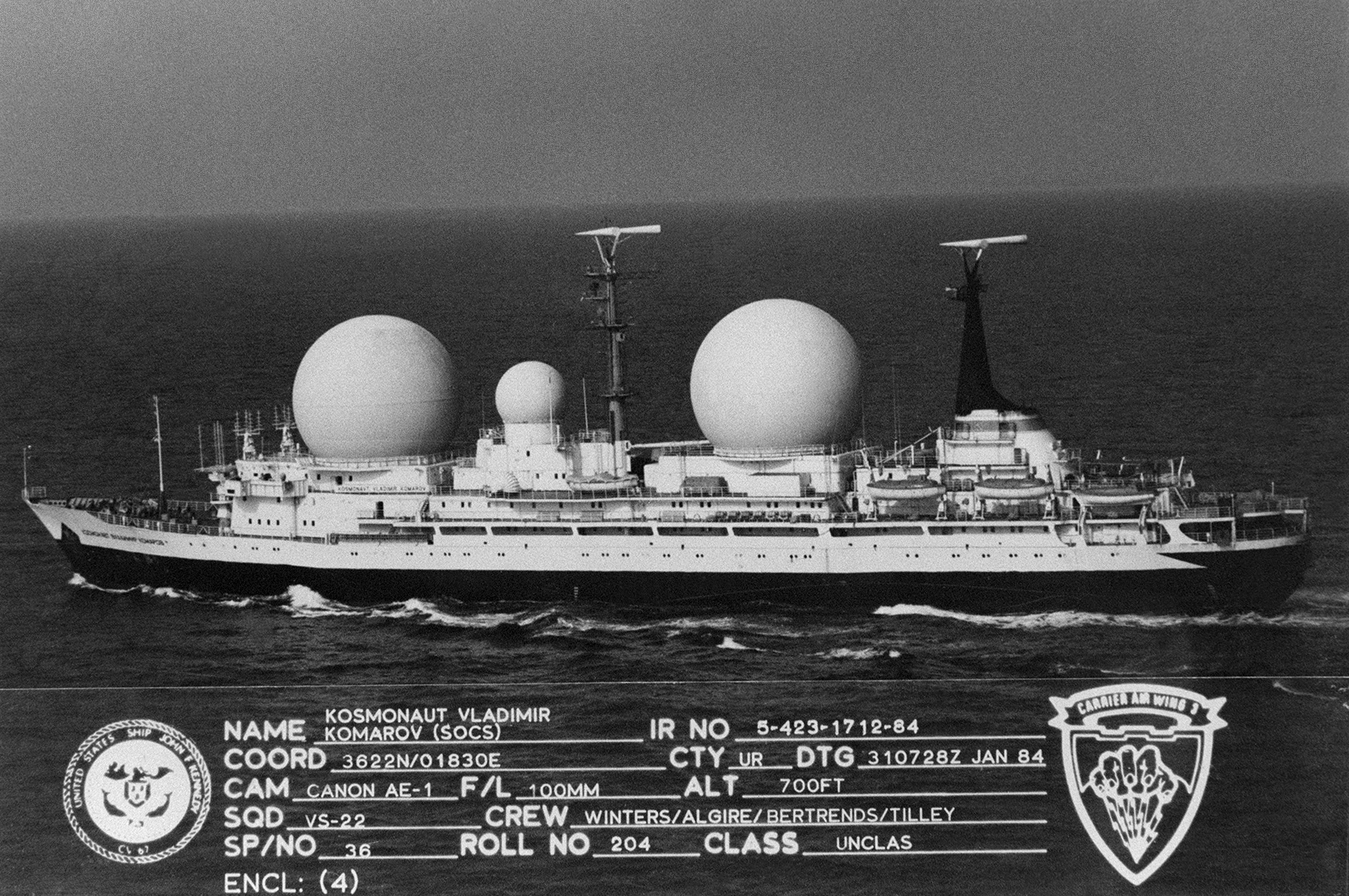
Vista general del Kosmonavt Vladimir Komarov.

- Tipo de buque: Buque de investigación universal (NIS).
- Puerto base: Odesa.
- Desplazamiento con reservas completas: 17.850 toneladas.
- Longitud máxima: 155,7 metros.
- Ancho máximo: 23,3 metros.
- Calado máximo: 8,6 metros.
- Velocidad de desplazamiento: 15,8 nudos.
- Potencia del motor principal: 9.000 CV (6.620 kW).
- Potencia instalada de generadores: 3.700 kW.
- Rango de crucero a toda velocidad: 19.000 millas.
- Autonomía Total: 130 días.
- Dotación de tripulación: sobre 120 personas.
- Dotación de expedición: sobre 120 personas.
- Número IMO (Organización Marítima Internacional): 6707404
- Unidad militar de servicio en el buque: 29466.

Suministros del barco
- Combustible: 5500 toneladas.
- Aceites lubricantes: 86 toneladas.
- Agua potable y para lavar: 320 toneladas.

## Estructura del barco
El proceso de reforma del buque mercante en buque de  de control y monitoreo espacial supuso la realización de cambios muy significativos y profundos en la nave. Para proporcionar el número necesario de laboratorios y oficinas, se aumentó la altura lateral en 2,5 metros y también se cambiaron las superestructuras de proa y popa. Se aumentó el ancho de la parte central del buque en 2,7 metros y se añadieron compartimentos laterales para mejorar la estabilidad. El buque tenía  dos plataformas, cuatro cubiertas y superestructuras de proa y popa. El equipo de sistemas espaciales y de servicios se ubicó en el barco en 43 laboratorios. La recepción y transmisión de señales de radio se llevó a cabo mediante 40 antenas de varios tipos.
Las grandes antenas parabólicas estaban montadas en plataforma giroestabilizada, de anillo giratorio biaxial y la plataforma estabilizada, que eran capaces de mantener la posición horizontal con una precisión de 15 minutos en condiciones adversas, con vientos de velocidades de 20 m/seg y mar muy gruesa con olas has de 6 metros (6 puntos en la Escala Douglas). 
Las dos grandes antenas parabólicas de 8 metros de diámetro y un peso de 28 toneladas permitían mantener comunicación por radio con naves y estaciones espaciales situadas a una distancia similar a la de la Luna. Se utilizaron por primera vez para trabajar con las estaciones interplanetarias automáticas Zond-4 y Zond-5. La parabólica de  2,1 metros de diámetro y un peso de 18 toneladas, se utilizaba para el seguimiento automático de los satélites y para corregir la orientación de antenas grandes. Las antenas iban protegidas por refugios esféricos radio-transparentes con un diámetro de 18 metros para los grandes y 7,5 para los pequeños que tenían un peso de 20 toneladas para los grandes y 1 para los pequeños y estaban formados por paneles de tres capas de fibra de vidrio  pegados entre sí y pintados exteriormente con  pintura radiotransparente con propiedades hidrófugas, estos no solo protegían los equipos  del viento, sino también de la lluvia, la nieve, las salpicaduras de agua salada del mar, etc.  Se tenía en cuenta el balanceo al medir la velocidad radial.  Los equipos electrónicos se refrigeraban mediante nitrógeno líquido y el buque llevaba una unidad criogénica. Los diferentes compartimentos y camarotes de la nava estaban blindados frente a la radiación de alta frecuencia y había una alarma que avisaba del funcionamiento  de los medios transmisores en todos los puntos de la embarcación donde existe riesgo de radiación.

### Sistemas técnicos
El sistema multifuncional de control y medición instalado en el Kosmonavt Vladimir Komarov  operaba en el rango de longitud de onda decimétrica. Media el alcance y la velocidad radial de los objetos espaciales, recibía información científica y de telemetría, transmitía información de control y comunicación con los cosmonautas. Todos los elementos del espacio y los sistemas de servicios estaban cubiertos por el control y la gestión general. El sistema principal era un sistema de medición de comandos del rango decimétrico "Saturn-M" el cual era capaz de medir el alcance, la velocidad radial y gestionar  la recepción y transmisión de comandos a bordo de una nave espacial que estuviera en órbita lunar, este sistema utilizaba las dos grandes antenas parabólicas. Junto a él se utilizaban, el sistema de radiotelemetría RTS-9, el sistema de navegación de alta precisión "SOZH" y un sistema de comunicación por satélite Gorizont-KV, el cual permitía la comunicación entre el  Centro de Control de Misión (MCC) y los astronautas a través del satélite de comunicaciones Molniya-1. El sistema "Saturn-M" estaba diseñado para tener en cuenta el balanceo del barco al medir la velocidad radial.
El buque llevaba dos plantas de producción de energía, por un lado la destinada a consumos de la propia nave que tenía una capacidad de 900 kW basada en un motor diésel de 9.000 CV, y por otro  una planta de 2.400 kW de capacidad para el equipamiento técnico. Los sistemas de aire acondicionado y ventilación en laboratorios, edificios residenciales y públicos mantuvieron una temperatura constante de aproximadamente 20 °C cuando la temperatura del aire exterior variaba de -30 ° a + 30 °C.
En el Kosmonavt Vladimir Komarov se dio por primera vez la concentración de una gran cantidad de antenas para transmisores potentes y receptores altamente sensibles de varias longitudes de onda en un espacio muy limitado, con el agravante que muchos de ellos debían de trabajar a la vez lo que provocaba interferencias de radio mutuas sobre todo entre los equipos que operan a frecuencias cercanas. A esto había que añadir las interferencias de emisiones menores debidas a armónicos, subarmónicos, frecuencias de combinación o  las emisiones parásitas procedentes del heterodinaje  en los receptores. También se dieron problemas de significativos de creación de interferencia pertenece al efecto de reradiación procedentes de elementos  radiadores eran los mástiles, casetas, barandillas, antenas adyacentes, largueros y elementos de aparejo del buque. Otra fuente de interferencias eran las corrientes inducidas durante el funcionamiento de los transmisores y que fluyen en conexiones con malas conexiones, todo ello agravado por el hecho del movimiento de las antenas durante sus sesiones de trabajo.
Para la minimización de la interferencias se usaron sistemas basados en la diversidad de señales en frecuencia, tiempo y espacio. Se elegían diferentes partes del rango de frecuencia para el funcionamiento de los medios de radio de transmisión y recepción. Se realizaba una regulación estricta del orden y la hora de encendido de todos los equipos de radio del barco y se ubicaron las antenas en diferentes lugares del barco para mantener la mayor distancia entre ellas, de esta forma, las antenas receptoras se colocan en la proa del barco, las antenas transmisoras se colocan en la popa. Se evitaba el  efecto del sombreado de las antenas  eligiendo el rumbo del barco en relación con la trayectoria del vuelo espacial, para no superponer unas a otras u otros elementos del barco.
El amplio espacio requerido para la equipación electrónica redundó en el prejuicio de la comodidad de la tripulación, cosa que fue cambiando con el tiempo y los avances tecnológicos en otras naves de la Flota Espacial. El alojamiento de la tripulación se realizaba en camarotes de 1, 2 y 4 camas, había un salón de recreación, una pequeña piscina, un gimnasio, una biblioteca, un comedor para tripulantes y expediciones,  dos vestuarios, dos cocinas y almacenes con neveras.

## Expediciones
El Kosmonavt Vladimir Komarov entró en servicio el 30 de junio de 1967, saliendo en su primer viaje expedicionario  el 1 de agosto de 1967, y sirvió en la Flota Espacial hasta el 22 de mayo de 1989, en ese tiempo, casi 22 años, realizó  27 viajes expedicionarios con una duración de uno a once meses. Recorrió más de 700 mil millas por todos lo mares del mundo (serían más de 13 años de navegación continuada) y participó en  el control de vuelo y el monitoreo de objetos espaciales de casi todos los tipos, desde las estaciones orbitales Salyut y Mir, las naves espaciales Soyuz y Progress hasta las estaciones interplanetarias Venera y Vega. Controló el funcionamiento de los propulsores de los vehículos de lanzamiento durante el lanzamiento de las estaciones Vega-1 y Vega-2 desde un punto del Océano Atlántico con coordenadas de 9 ° N. sh., 17 ° W Dos buques de investigación más participaron en el control: Kegostrov (30° S, 38° W) y Morzhovets (40° S, 53° W).
- Día de izada de bandera: 4  de julio de 1967.

- 1ª expedición: del 1 de agosto de 1967 al 21 de diciembre de 1967. NE Pozdnyakov Ilya Nikitovich, GI Dymov Oleg Mijailovich, ZNES Elyashevich Vitaly Yanovich. KM Matyujin Adolf Vasilievich, asistente principal Viktor Dmitrievich Yakimenko, primer asistente Gennady Nikolaevich Potejin, ingeniero mecánico jefe Yuliy Nikolaevich Sharov.

- 2ª expedición: del 3 de abril de 1968 (base en Leningrado) al 18 de junio de 1968. NE Pozdnyakov Ilya Nikitovich, GI Dymov Oleg Mijailovich, ZNES Shkut Pavel Tijonovich, KM Matiujin Adolf Vasilievich, Asistente principal Shevchenko Aleksey Ilyich, Per.pom.Potejin Guennadi Nikolaevich, ingeniero mecánico jefe Sharovich Yuli (28000 millas recorridas ?? .)

- 3ª expedición: del 7 de febrero de 1968 al 18 de diciembre de 1968. NE Pozdnyakov Ilya Nikitovich, GI Dymov Oleg Mijailovich, ZNES Shkut Pavel Tijonovich, KM Matiujin Adolf Vasilievich, asistente principal Shevchenko Aleksey Ilich, primer asistente Potejin Gennady Nikolaevich, mecánico jefe Sharov Yuli Nikolaevich.

- 4ª expedición: del 27 de diciembre de 1968 al 17 de marzo de 1969. NE Pozdnyakov Ilya Nikitovich, GI Dymov Oleg Mijailovich, ZNES Shkut Pavel Tijonovich. Desde enero de 1969: NE Dymov Oleg Mijáilovich, GI Pavlenko Oleg Maksimovich. KM Matiujin Adolf Vasilievich, asistente principal Shevchenko Alekséi Ilich, per. Potejin Gennady Nikolaevich, jefe mecánico. Sharov Julius Nikol.

- 5ª expedición: del 6 de junio de 1969 al 10 de enero de 1970. NE Dulin Yuri Vasilievich, GI Pavlenko Oleg Maksimovich, ZNES Shkut Pavel Tijonovich KM Shevchenko Alexey Ilyich, asistente principal Kononov Veniamin Aleksandrovich, per.p. Trofimov B.I., ingeniero mecánico jefe Stanislav G. Leontiev

- 6ª expedición: del 3 de enero de 1970 al 1 de agosto de 1970 (en la salida 02.04 de Koshev). NE Dulin Yuri Vasilievich, GI Podobedov S.S., ZNES Kurasov N.N. KM Shevchenko Aleksey Ilyich, asistente principal Veniamin Aleksandrovich Kononov, asistente principal Yury Ivanovich Potapov, l. Leontyev Stanislav G.

- 7ª expedición: del 11 de septiembre de 1970 al 18 de abril de 1971. NE Valiev Oleg Jadzhaevich, GI Pavlenko Oleg Maksimovich, ZNES Kurasov N.N., ZNEppch Puzynya N.F. KM Borisov Boris Nikolaevich, asistente principal Kononov Veniamin Alexander-ch., Primer asistente Potapov Yuri Ivanovich, mecánico jefe Leontiev Stanislav G.

- 8ª expedición: del 23 de diciembre de 1971 al 9 de octubre de 1972. NE Dulin Yuri Vasilievich, GI Kruglov Boris Nikolaevich, ZNES Gotovsky Albert Adolfovich, ZNEppch Kosmodemyanskiy V.V. KM Shevchenko Aleksey Ilyich, asistente principal Veniamin Aleksandrovich Kononov, primer asistente Yury Ivanovich Potapov, ingeniero mecánico jefe Stanislav G. Leontiev

- 9ª expedición: del 3 de junio de 1973 al 2 de agosto de 1973. NE Nikiforov Vladimir Gennadievich, GI Kruglov Boris Nikolaevich, ZNES Gotovsky Albert Adolfovich, ZNEppch Osolinsky Pyotr Ivanov. KM Kononov Veniamin Aleksandrovich, asistente en jefe Evgeny Viktorovich Kirilyuk, primer asistente Yury Ivanovich Potapov, mecánico en jefe Stanislav G. Leontiev

- 10ª expedición: del 5 de diciembre de 1973 al 23 de febrero de 1974.  NE Nikiforov Vladimir Gennadievich, ZNE Kruglov Boris Nikolaevich, ZNES Gotovsky Albert Adolfovich, ZNEppch Osolinsky Pyotr Ivanov. KM Shevchenko Aleksey Ilyich, asistente principal Evgeny Viktorovich Kirilyuk, primer asistente Yury Ivanovich Potapov, ingeniero mecánico jefe Stanislav G. Leontiev

- 11ª expedición: del 14 de mayo de 1974 al 16 de noviembre de 1974 (¿8 de diciembre de 1974?) (en Kosh. A las 08.12.!). NE Kruglov Boris Nikolaevich, ZNE Maslov Alexey Vasilievich, ZNES Derkach Vitaly Timofeevich, ZNEppch Osolinsky Pyotr Ivanovich. KM Shevchenko Aleksey Ilyich, asistente principal Evgeny Viktorovich Kirilyuk, per. Potapov Yuri Ivanovich, mecha principal. Yu.I. Klyuchnikov

- 12ª expedición: del 27 de mayo de 1975 al 24 de agosto de 1975.  Hay una viñeta de V.P. Koshev. NE Nikiforov Vladimir Gennadievich, GI Maslov Alexey Vasilievich, ZNES Gotovsky Albert Adolfovich, ZNEppch Osolinsky Pyotr Ivanovich. KM Kononov Veniamin Aleksandrovich, asistente principal Evgeny Viktorovich Kirilyuk, asistente principal P.E.Suetov, Médico jefe Leontiev Stanislav G.

- 13ª expedición: del 20 de septiembre de 1975 al 24 de diciembre de 1975.  NE Nikiforov Vladimir Gennadievich, ZNE Maslov Alexey Vasilievich, ZNES Gotovsky Albert Adolfovich, ZNEppch Osolinsky Pyotr Ivanovich. KM Kononov Veniamin Alexandrovich, asistente principal B.I. Averyanov per.pom.Suetov P.E., ingeniero mecánico jefe Leontiev Stanislav G.

- 14ª expedición: del 12 de septiembre de 1976 al 5 de septiembre de 1977. (08/04/77 - Pavlenko y Koshev también 08/03/77 - 05.07.77. - según la información de Golovanenko ) NE Maslov Alexey Vasilievich, GI Chernikov Anatoly Fedorovich, ZNES Nikolay Nikolaevich Golovanenko, ZNE Osolinsky Pyotr Ivanovich. KM Kononov Veniamin Aleksandrovich, asistente principal Evgeny Viktorovich Kirilyuk, primer asistente Dobrovolsky A.S., mecánico jefe Leontiev Stanislav G.

- 15ª expedición: del 10 de marzo de 1977 al 20 de marzo de 1978. - de UT NE Maslov Alexey Vasilyevich, GI Chernikov Anatoly Fedorovich, ZNES Nikolay Nikolaevich Golovanenko, ZNEppch Osolinsky Pyotr Ivanov. KM Kononov Veniamin Alexandrovich, asistente principal A.B. Goryainov , oficina de carril Dobrovolskiy A.S., ingeniero mecánico jefe Stanislav G. Leontiev

- 16ª expedición: del 30 de mayo de 1978 al 27 de octubre de 1978. - Hay fotos. Yu.Tolmacheva NE Maslov Alexey Vasilievich, GI Chernikov Anatoly Fedorovich, ZNES Nikolay Nikolaevich Golovanenko, ZNEppch Osolinsky Pyotr Ivanov. KM Kononov Veniamin Aleksandrovich, asistente principal A.B. Goryainov, asistente principal Yashin Yu.A., mecánico jefe Leontiev Stanislav G.

- 17ª expedición: del 30 de enero de 1979 al 34 de agosto de 1979.  - Hay fotos. ¡UTAH! NE Maslov Alexey Vasilievich, GI Chernikov Anatoly Fedorovich, ZNE Osolinsky Pyotr Ivanovich, ZNES Lagodin Alexander Nikolaevich, Pogo? V.P. Vlasov ???? KM Kononov Veniamin Aleksandrovich, asistente principal N.T. Goloskubov, primer asistente Yashin Yu.A., ingeniero mecánico jefe Yu.M. Klyuchnikov

- 18ª expedición: del 29 de noviembre  de 1979 al 1 de mayo de 1980.  NE Maslov Alexey Vasilievich, GI Chernikov Anatoly Fedorovich, ZNES Nikolay Nikolaevich Golovanenko, ZNEppch Osolinsky Pyotr Ivanov. KM Kononov Veniamin Aleksandrovich, asistente principal G.A. Matvienko, primer asistente Yashin Yu.A., ingeniero mecánico jefe Stanislav G. Leontiev

- 19ª expedición: del 21 de agosto de 1980 al 17  de octubre de 1980.  Hay una cuenta de foto para este vuelo, YUT NE Maslov Alexey Vasilievich, GI Anikeev Mijaíl Aleksándrovich, Chernik.? ZNES Nikolay Nikolayevich Golovanenko, ZNEppch Pyotr Ivanovich Osolinsky. KM Kononov Veniamin Aleksandrovich, asistente principal G.A. Matvienko per.pom. Yashin Yu.A., jefe mecánico. Leontyev Stanislav G. En este viaje (en septiembre) un barco pesquero japonés fue embestido. Verano (¿segundo o tercer domingo de junio? - Día médico) Lunes - ¡ariete!

- 20ª expedición: del 11 de noviembre de 1980 al 25 de diciembre de 1980. Hay una fotografía., Yu. Tolmachev NE Maslov Alexey Vasilievich, GI Anikeev Mijaíl Aleksándrovich, Chernik.? ZNES Nikolai Nikolaevich Golovanenko, ZNEppch Pyotr Ivanovich Osolinsky (Vyacheslav Ivanovich Dyatlov, ??, Bayarsky .. .. ??) KM Veniamin Aleksandrovich Kononov, asistente principal G.A. Matvienko, Per.pom. Yashin Yu.A., jefe mecánico. Leontiev Stanislav G.

- 21ª expedición: del 30 de diciembre de 1980 al 4 de julio de 1981. NE Maslov Alexey Vasilievich, GI Chernikov Anatoly Fedorovich, ZNES Nikolai Nikolaevich Golovanenko, ZNEppch Osolinsky Pyotr Ivanovich. KM Kononov Veniamin Aleksandrovich, asistente principal G.A. Matvienko , Per.pom. Yashin Yu.A. , jefe mecánico. Leontiev Stanislav G.

- 22ª expedición: del 22 de abril de 1982 al 18 de noviembre de 1982.- Vino V.P. Kosheva. NE Maslov Alexey Vasilievich, GI Chernikov Anatoly Fedorovich, ZNES Nikolay Nikolaevich Golovanenko, Pyotr Ivanovich Osolinsky. KM Kononov Veniamin Aleksandrovich, asistente principal G.A. Matvienko , Per.pom.Yashin Yu.A., mecánico jefe Leontiev Stanislav G.

- 23ª expedición: del 25 de marzo de 1983 al 22 de noviembre de 1983. - viñeta de V.P. Koshev, aproximadamente 22.10! (Vuelva el 12.06.83 - en Pavlenko y Koshev en la lista separada. Prib.12-18.06. ¿Qué creer?)) Para Golovanenko: 17.06.83. - 20.10.83 (a Yalta) 126 días en total. NE Chernikov Anatoly Fedorovich, GI Koshev Vyacheslav Petrovich. ZNES Nikolay Nikolaevich Golovanenko, ZNEPch V.E.Dyatlov KM Kononov Veniamin Aleksandrovich, asistente principal G.A. Matvienko, asistente principal Yashin Yu.A. , el mecánico jefe Leontyev Stanislav G. "Salyut-7", "Soyuz T-8", "Soyuz T-9", "Progress-17", "Venus-15", "Venus-1".

- 24ª expedición: del 19 de junio de 1983 al 22 de octubre de 1983 - info.Pavlenko (a la cabeza. 20.10. Yalta) NE Chernikov Anatoly Fedorovich, GI Koshev Vyacheslav Petrovich, ZNES Golovanenko Nikolai Nikolaevich, ZNEPch Dyatlov V.E. KM Kononov Veniamin Alexandrovich. Total (cabezas) - 126 días.

- Expedición corta sin numerar: del 22 de noviembre de 1983 al 28 de diciembre de 1983. Dom 7 días - info.Golovanenko corta?

- 25ª expedición: del 27 de enero de 1984 al 22 de agosto de 1984 (a la llegada de Koshev a las 21.08.) , llegada en él - 28.08.84 NE Chernikov Anatoly Fedorovich, GI Koshev Vyacheslav Petrovich ZNES ZNES Nikolay Nikolaevich Golovanenko, ZNEPch Dyatlov VE KM Kononov Veniamin Aleksandrovich

- 26ª expedición: del 23 de noviembre de 1984 al 10 de enero de 1985. info.Gol, Pavl. (En Kosh.-out. 02.11.) NE Chernikov Anatoly Fedorovich, GI Koshev Vyacheslav Petrovich, ZNES Golovanenko Nikolay Nikolaevich, ZNEppch Dyatlov Vyacheslav E. KM Kononov Veniamin Aleksandrovich.

- 27ª expedición: del 25 de mayo de 1985 al 23 de octubre de 1985. NE Chernikov Anatoly Fedorovich, GI Koshev Vyacheslav Petrovich ZNES Golovanenko Nikolai Nikolaevich, ZNEppch Dyatlov Vyacheslav E :. KM Kononov Veniamin Alexandrovich.

- 27ª expedición (segunda): del 5 de febrero de 1986 al 4 de junio  de 1986.- según viñetas de V.P. Koshev NE Chernikov Anatoly Fedorovich, GI Koshev Vyacheslav Petrovich KM Apanasenko G .: "Mir", "Soyuz T-15", "Progress-25", "Soyuz TM", "Salyut-7", "Progress-26".

- 28ª expedición: del 2 de mayo de 1986 al 12 de junio de 1986. Duración: 155 días. NE Chernikov Anatoly Fedorovich, GI Koshev Vyacheslav Petrovich ZNES Nikolai Nikolaevich Golovanenko, ZNEppch Dyatlov Vyacheslav E: .. KM Kononov Veniamin Aleksandrovich.

- 29ª expedición: del 25 de enero de 1987 al 19 de agosto de 1987. (15.08.- en Pavlenko) NE Limansky Vasily Vasilievich, GI Kolesnikov Nikolay Vinenelevich, ZNES Lagodin Alexander Nikolaevich, ZNEppch Dyatlov Vyacheslav E ... KM Kononov Veniamin Aleksandrovich, cargo superior. Yashin Yu.A. , Per.pom. , jefe mecánico. Leontiev Stanislav G.

- 30ª expedición: del 27 de noviembre de 1987  al 7 de septiembre de 1988. NE Limansky Vasily Vasilievich, GI Lagodin Alexander Nikolaevich, ZNEppch Gerasimenko Sergey Anatolyevich, ZNES Akindinov (Ustinov A.P.?) KM Kononov Veniamin Aleksandrovich, cargo superior. , Per.pom. ... ... mech jefe. Leontiev Stanislav G.

- 31ª expedición: del 10 de octubre de 1988 al 21 de mayo de 1989. (20.05.?, 22?) NE Limansky Vasily Vasilievich, GI Lagodin Alexander Nikolaevich, ZNES Akindinov N.A., ZNEppch Gerasimenko Sergey Anatolyevich. KM Kononov Veniamin Aleksandrovich, asistente principal G.A. Matvienko per.pom. Yashin Yu.A., jefe mecánico. Leontiev Stanislav G.